# Nesle-Normandeuse
Nesle-Normandeuse ist eine französische Gemeinde mit 498 Einwohnern (Stand: 1. Januar 2022) im Département Seine-Maritime in der Region Normandie. Sie gehört zum Arrondissement Dieppe und zum Kanton  Eu. Die Einwohner werden Neslois genannt.

## Geographie
Nesle-Normandeuse liegt etwa 60 Kilometer westlich von Amiens am Bresle. Umgeben wird Nesle-Normandeuse von den Nachbargemeinden Blangy-sur-Bresle im Norden und Westen, Nesle-l’Hôpital im Osten, Senarpont im Osten und Südosten, Hodeng-au-Bosc im Süden und Südosten, Campneuseville im Süden und Südwesten, Pierrecourt im Westen und Südwesten.

## Bevölkerungsentwicklung
| Jahr                      | 1962 | 1968 | 1975 | 1982 | 1990 | 1999 | 2006 | 2013 |
| Einwohner                 | 777  | 707  | 684  | 606  | 610  | 576  | 588  | 594  |
| Quelle: Cassini und INSEE |      |      |      |      |      |      |      |      |

## Sehenswürdigkeiten

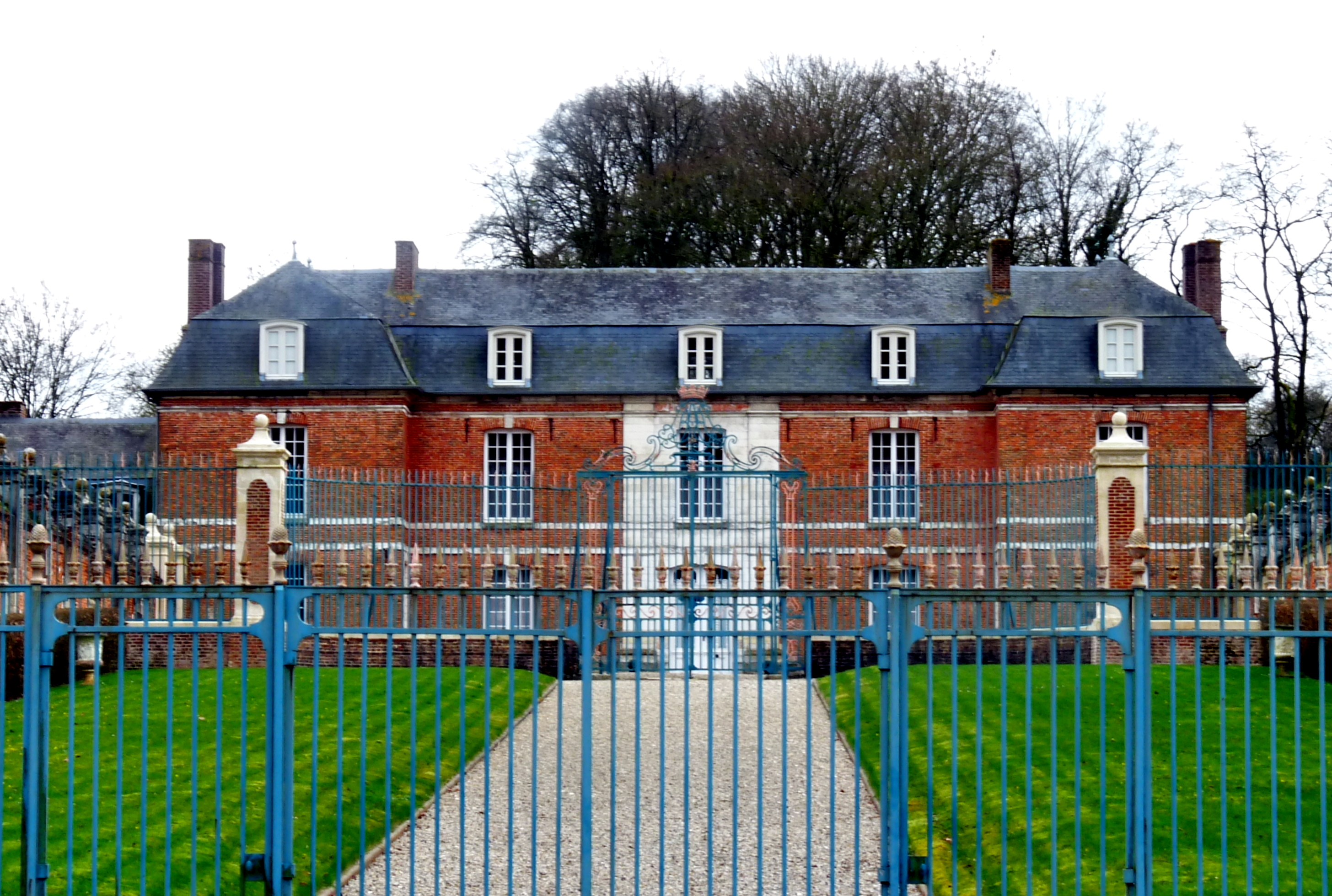
Schloss Romesnil

- Kirche Saint-Lambert aus dem 17. Jahrhundert
- Schloss Romesnil, 1750 erbaut